# Jean Van Houtte
Jean Marie Joseph, Baron Van Houtte, född 17 mars 1907 i Gent, död 23 maj 1991, var en belgisk politiker. Han representerade belgiska kristdemokraterna i belgiska senaten från 1949 till 1968.
Han var finansminister i premiärministrarna Jean Duvieusarts (1950) och Joseph Pholiens (1950–1952) regeringar. van Houtte efterträdde därefter Pholien som Belgiens premiärminister från 15 januari 1952. Hans period på posten karaktäriserades av kontroverser kring värnplikten, och då särskilt värnpliktstjänstgöringens längd, och hanteringen av kollaboratörer från andra världskriget, där van Houtte skapade kontroverser genom att förespråka en mild behandling. En lågkonjunktur orsakade ytterligare problem för regeringen. Han stannade på premiärministerposten till 23 april 1954.
van Houtte var åter finansminister 1958 till 1961 i Gaston Eyskens regering, och ingick senare i styrelsen för Världsbanken. Han blev baron 1970.